# Цочен
Цочен (тиб. མཚོ་ཆེན་རྫོང, Вайли: mtsho chen rdzong, кит. упр. 措勤县, пиньинь Cuòqín xiàn) — уезд в округе Нгари, Тибетский автономный район, КНР. Название уезда в переводе с тибетского означает «большое озеро».

## История
Уезд Цочен был выделен в 1970 году из уезда Гердзе.

## Административное деление
Уезд разделён на 1 посёлок и 4 волостей:
- Посёлок Цочен (措勤镇)
- Волость Цюйло (曲洛乡)
- Волость Цзянжан (江让乡)
- Волость Дасюн (达雄乡)
- Волость Циши (磁石乡)